# Taltuneh
Taltuneh (tiếng Ả Rập: تلتونة) là một ngôi làng Syria nằm ở Maarrat Misrin Nahiyah ở huyện Idlib, Idlib. Theo Cục Thống kê Trung ương Syria (CBS), Taltuneh có dân số 638 trong cuộc điều tra dân số năm 2004.